# Jacques François Henri Deplanque
Pour les articles homonymes, voir Deplanque.
Jacques François Henry Deplanque, né le 25 novembre 1766 à Grenoble (Isère), mort le 15 août 1802 à Saint-Domingue, est un général de brigade de la Révolution française.

## États de service
Fils du chef du corps des ingénieurs-géographes, il entre dans ce corps en 1782. Il est nommé lieutenant la même année, puis il passe dans l’infanterie en 1791. Il sert successivement à l’armée des Pyrénées, en Vendée, sur le front de l’est, en hollande, en Italie, de nouveau en Allemagne et enfin il prend part à l’expédition de Saint-Domingue commandé par Leclerc.
Il est nommé adjudant-général chef de brigade le 13 juin 1795. Il est promu général de brigade d’infanterie le 14 avril 1802, et il prend le commandement de la division du général Salme, renvoyé pour ses idées anti-esclavagistes.
Il meurt le 15 août 1802 de la fièvre jaune à Saint-Domingue.

## Sources
- (en) « Generals Who Served in the French Army during the Period 1789 - 1814: Eberle to Exelmans »
- Thierry Pouliquen, « Les généraux français et étrangers ayant servis [sic] dans la Grande Armée » (consulté le 20 août 2013)
- Pamphile Lacroix et Pierre Pluchon, La Révolution de Haïti, Karthala, 1995, 525 p.Lire en ligne : , consulté le 20 août 2013.